# David Turnbull
David Turnbull (født 10. juli 1999) er en skotsk professionel fodboldspiller, som spiller for EFL Championship-klubben Cardiff City og Skotlands landshold.

## Klubkarriere

### Motherwell
Turnbull begyndte sin karriere hos Motherwell, hvor han fik sin professionelle debut den 10. februar 2018. Han etablerede sig hurtigt i Motherwell mandskabet, og blev i 2018-19 sæsonen kåret til årets unge spiller i den skotske Premiership af Scottish Football Writers' Association. Han vandt i samme sæson både årets unge spiller og årets spiller i klubben.
Motherwell blev i juni 2019 enig om at sælge Turnbull til Celtic, men aftalen kollapsede efter at lægetjekket afslørede at Turnbull havde et knæproblem, som krævede en operation. Turnbull forblev hos Motherwell imens han han blev opereret, og gjorde sit retur den 25. februar 2020, hvor han hurtigt genetablerede sin plads på holdet.

### Celtic
Turnbull fik endeligt sit transfer til Celtic i august 2020, da han skiftede til Glasgow-klubben. Med en pris på 3 millioner pund, blev han det dyreste salg i Motherwells historie. I sin debutsæson hos Celtic, blev han kåret til både årets unge spiller og årets spiller i klubben. Han blev også valgt til årets hold i ligaen.
Han scorede den 21. august 2021 et hattrick i en 6-0 sejr over St. Mirren. Det lykkedes dog ikke Turnbull, at etablere sig som en fast mand på holdet over de næste sæsoner, hvor han hovedsageligt blev brugt som rotationsspiller.

### Cardiff City
Turnbull skiftede i februar 2024 til Cardiff City.

## Landsholdskarriere

### Ungdomslandshold
Turnbull har repræsenteret Skotland på flere ungdomsniveauer.

### Seniorlandshold
Turnbull debuterede for Skotlands landshold den 2. juni 2021. Han var del af Skotlands trup EM 2020.

## Titler
Celtic
- Scottish Premiership: 2 (2021-22, 2022-23)

- Scottish Cup: 2 (2019-20, 2022-23)
- Scottish League Cup: 2 (2021-22, 2022-23)

Individuelle
- SFWA Årets unge spiller: 1 (2018–19)
- PFA Scotland Årets unge spiller: 1 (2020–21)
- PFA Scotland Årets hold: 1 (2020–21)
- Motherwell Årets spiller: 1 (2018–19)
- Motherwell Årets unge spiller: 1 (2018–19)
- Celtic FC Årets spiller: 1 (2020–21)
- Celtic FC Årets unge spiller: 1 (2020–21)